# Mochudi
Mochudi este reședința districtului Kgatleng din Botswana.